# Euphrasia maximowiczii
Euphrasia maximowiczii là loài thực vật có hoa thuộc họ Cỏ chổi. Loài này được Wettst. ex Pubalin mô tả khoa học đầu tiên năm 1895.